# Stefanie Leys
Stefanie Leys (1988) is een Belgisch rafster.

## Levensloop
Leys groeide op te Essen-Hoek. Tijdens haar 3e bachelor startte ze met kajak. Op voorstel van haar toenmalige trainer werd ze lid van het Belgisch vrouwenraftingteam. Met dit team werd ze in 2012 Europees kampioene in het Tsjechische Lipno nad Vltavou. In 2013 werden ze zesde op het wereldkampioenschap in Nieuw-Zeeland.
Leys is woonachtig in Kalmthout.